# Giải bóng đá hạng ba quốc gia Albania
Giải bóng đá hạng ba quốc gia Albania hay Kategoria e Tretë là giải đấu bóng đá cấp độ 4 và cũng là thấp nhất ở Albania. Giải bóng đá hạng ba quốc gia Albania có 19 đội tham gia, chia thành hai bảng. Cả hai đội chiến thắng mỗi bảng sẽ được thăng hạng Giải bóng đá hạng nhì quốc gia Albania và đội chiến thắng ở trận chung kết cuối mùa giải giữa hai đội vô địch mỗi bảng cũng sẽ trở thành đội vô địch mùa giải. Các đội bóng đứng cuối không bị xuống bất cứ cấp độ nào thấp hơn, nhưng có thể cố gắng ở mùa sau để thăng hạng, hoặc cải thiện vị thứ.

## Đội bóng tham gia mùa giải 2020
| Đội bóng         | Địa điểm      |
| ---------------- | ------------- |
| Bulqiza          | Bulqizë       |
| Divjaka          | Divjakë       |
| Kinostudio       | Tirana        |
| Labëria          | Vlorë         |
| Osumi            | Ura Vajgurore |
| Pirust           |               |
| Shkëndija Tiranë | Tirana        |
| Valbona          | Bajram Curri  |

## Đội vô địch
| Mùa giải | Vô địch         | Á quân        | Vua phá lưới | Số bàn thăng |
| -------- | --------------- | ------------- | ------------ | ------------ |
| 2003-04  | Tërbuni         | Butrinti      |              |              |
| 2004-05  | Këlcyra         | Domozdova     |              |              |
| 2005-06  | Olimpiku Plug   | Olimpik       |              |              |
| 2006-07  | Alfavita        | KF Vlora      |              |              |
| 2007-08  | Bylis           |               |              |              |
| 2008-09  | Laçi            |               |              |              |
| 2009-10  | Bylis           |               |              |              |
| 2010-11  | Pogradeci       |               |              |              |
| 2011-12  | Vora            | KF Farka      |              |              |
| 2012-13  | Partizani B     | Oriku         |              |              |
| 2013-14  | Tirana B        | Teuta B       |              |              |
| 2014-15  | Kevitan         | Internacional |              |              |
| 2015-16  | Skënderbeu B    | Kukësi B      |              |              |
| 2016-17  | Spartaku Tiranë | Klosi         |              |              |
| 2018     | Rubiku          | Term          |              |              |
| 2019     | Selenica        | Mirdita       |              |              |
| 2020     | Labëria         | Bulqiza       |              |              |